# Желдін Костянтин Борисович
Костянтин Борисович Желдін (прізвище при народженні — Швабауер; 5 жовтня 1933, Москва — 4 січня 2024, Москва) — радянський і російський актор театру і кіно, заслужений артист РРФСР (28 листопада 1991).

## Вибрана фільмографія
- 1967 — Майор Вихор
- 1969 — Ад'ютант його високоповажності
- 1972 — Сутичка
- 1975 — Фронт без флангів
- 1983 — І життя, і сльози, і любов